# Condroz
De Condroz is een Belgische landstreek in Wallonië die zich uitstrekt over de provincies Namen, Luik, Henegouwen en een klein stukje van de provincie Luxemburg, met hoofdplaats Ciney in Namen.

## Herkomst van de naam
De naam is afgeleid van de volksstam van de Condrusi, die ten tijde van Julius Caesar deze streek bewoonden.

## Geografie
De Condroz is een landelijk en dunbevolkt gebied. Eigenlijk is het een golvend plateau gelegen op een hoogte van 180 tot 340 meter. De Condroz is een vruchtbare landbouwstreek met veel leemgronden. Tussen de akkers en de weiden vindt men verspreid kleine bosjes. 
Het landschap verbergt zijn geologische opbouw niet. Het afwisselen van hogere en lagere delen hangt samen met de verschillende weerstand van de gesteentelagen ten aanzien van erosie. De kalksteenlagen uit het Carboon verweren vrij makkelijk. Deze lagen vallen dan ook vaak samen met de lager gelegen delen of de valleien. Zandsteen en siltiet uit het Boven-Devoon zijn harder en verweren moeilijker. Zij vormen basis voor de hoogste heuvelruggen, lokaal "Tiges" genoemd.  
De Condroz zelf wordt ten westen van de Maas ook "Tussen Samber en Maas" genoemd. Ten oosten van de Maas heet de Condroz gewoon "Condroz".
Een smalle, noordelijke strook van ongeveer zes kilometer breed werd in de negentiende eeuw met naaldbomen beplant voor het gebruik in de steenkoolmijnen. Daardoor is de grond sterk verzuurd. Deze noordelijke strook van de Condroz wordt wegens het landschap met de vele dennenbossen ook wel de Condruzische Ardennen (of Ardense Condroz) genoemd. Ze valt bovendien uiteen in twee stukken: ten westen van de Maas spreekt men dan van de Marlagne en ten oosten van de Maas gewoon van de "Condruzische Ardennen". 
De Condruzische Ardennen bestaan morfologisch gezien uit Onder-Devoongesteente en zijn tot 270 meter hoog. Door de relatieve laagte kunnen bossen hier beter groeien dan in hoger gelegen delen. De Samson doorstroomt de Condruzische Ardennen.

## Geologie
Deze streek is in zoverre bijzonder dat de oorspronkelijk horizontale cambro-siluur- en devoon-carboon-afzettingslagen door een intense druk vanuit het zuiden zo werden geplooid (de Hercynische plooiing) dat ze verticaal omhoogstaken in een jonge bergketen (het synclinorium van Dinant).
Door deze plooiing kwamen de verschillende horizontaal afgezette lagen (vb diepe zee → klei, vb ondiepe zee → zand, vb afgestorven materiaal : kalk) naast in plaats van op elkaar te liggen, en werd het gesteente (zand werd zandsteen, kalk werd kalksteen).
Vervolgens speelde de verschillende weerstand van de naast elkaar liggende gesteenten tegen erosie een rol. De zachte kalksteen erodeert makkelijker en vormt de lager gelegen delen, de harde zandsteen en de leemstenen of siltieten bieden meer weerstand en vormen  de basis voor de hogere delen.
Zo kan men makkelijk het verschil merken ter hoogte van de dorpen Furfooz en Gendron. Net buiten Furfooz is een plaats die uitkijkt op de Lesse. Hier vindt men kalksteen van de formaties Waulsort en Molignée uit het Carboon. Wat verderop vindt men langs de afdaling van Gendron naar de Lesse (Gendron - gare) enkele haarspeldbochten waar men siltieten uit de formatie van Ciney kan zien, uit het Boven - Devoon. Te Gendron-gare vindt men deze siltieten opnieuw, samen met zandsteen.

## Geschiedenis
Jan van Nassau was van 1262 tot 1265 aartsdiaken van Condroz. Hij kreeg tegenwind van Paus Clemens IV en Paus Nicolaas IV.
Clerx Mathias, Scholaster van het kapittel van Luik, was vanaf 1707 ook aartsdiaken van Condroz.
(Daris, Histoire de Liège,II). Tegenwoordig is de Condroz een vaste waarde in het excursiepakket van het middelbaar onderwijs.

## In de literatuur
Een van de bekendste (be)schrijvers van de Condroz is Gaston Compère (1924-2008).

## Toerisme
In 1994 werd de vzw Les Plus Beau Villages De Wallonie opgericht. De Condroz doet het in deze lijst goed. In deze regio bevinden zich 7 van de 28 mooiste dorpen van Wallonië, aldus Touring in diens rangschikking uit 2020: het mooiste van de Condroz. In 2023 werd het Natuurpark Coeur de Condroz opgericht.

## Gemeenten in de Condroz

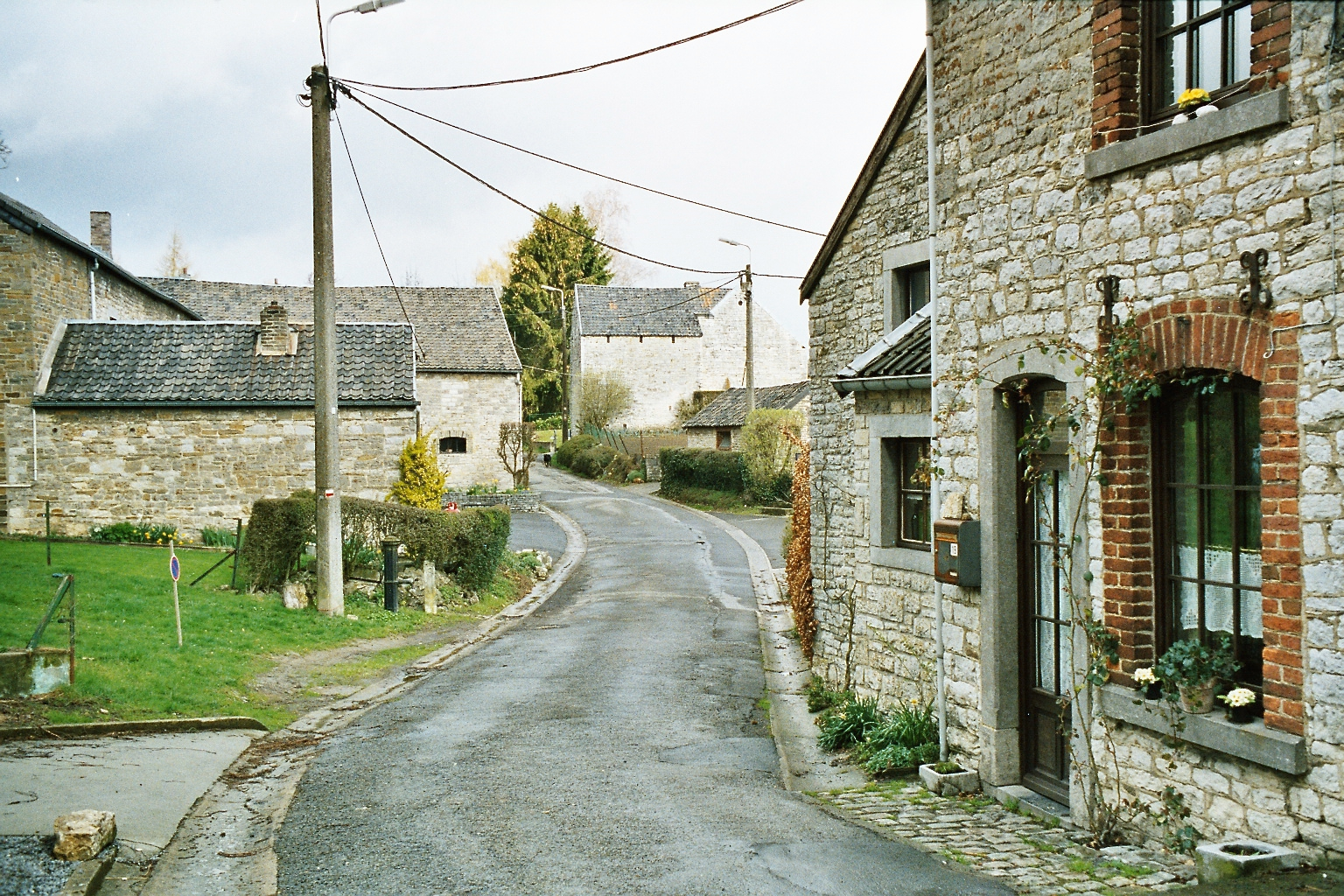
Typische huizen uit de Condroz in Berleur in de gemeente Anthisnes

| In de provincie Namen - Anhée - Andenne (gedeeltelijk) - Assesse - Ciney - Dinant - Florennes - Floreffe (gedeeltelijk) - Fosses-la-Ville - Gesves - Hamois - Hastière (behalve Heer en Agimont) - Havelange - Houyet (gedeeltelijk) - Mettet - Namur (gedeeltelijk) - Ohey - Onhaye - Philippeville (gedeeltelijk) - Profondeville - Sambreville (gedeeltelijk) - Somme-Leuze - Walcourt (gedeeltelijk) - Yvoir | In de provincie Luik - Anthisnes - Aywaille (gedeeltelijk) - Clavier - Comblain-au-Pont - Esneux - Flémalle (gedeeltelijk) - Huy (gedeeltelijk) - Marchin - Modave - Nandrin - Neupré - Ouffet - Seraing (gedeeltelijk) - Sprimont - Tinlot | In de provincie Henegouwen - Aiseau-Presles (gedeeltelijk) - Châtelet (gedeeltelijk) - Beaumont (gedeeltelijk) - Gerpinnes - Ham-sur-Heure-Nalinnes (gedeeltelijk) | In de provincie Luxemburg - Durbuy (gedeeltelijk) |